# Camptopoeum nigrotum
Camptopoeum nigrotum är en biart som först beskrevs av Warncke 1987.  Camptopoeum nigrotum ingår i släktet Camptopoeum och familjen grävbin. Inga underarter finns listade.